# Ablainzevelle
 Ablainzevelle  es una población y comuna francesa, en la región de Alta Francia, departamento de Paso de Calais, en el distrito de Arras y cantón de Bapaume.

## Demografía
| Gráfica de evolución demográfica de Ablainzevelle entre 2006 y 2018 |
|                                                                     |

Fuentes: INSEE.